# Sergej Sinicyn
Sergej Jevgeňjevič Sinicyn (rusky Сергей Евгеньевич Синицын; * 4. června 1983 Jekatěrinburg) je bývalý ruský reprezentant ve sportovním lezení, vítěz Rock Masteru, trojnásobný vítěz světového poháru a vicemistr Evropy a juniorský mistr světa v lezení na rychlost a mistr sportu.

## Výkony a ocenění
- nominace na prestižní závody Rock Master v italském Arcu
- držitel osmi medailí ze světového poháru, tří zlatých, v roce 2016 nejvíce v lezení na rychlost a čtvrtý celkově
- mistr Sportu Ruska mezinárodní třídy[1]
- dvojnásobný vicemistr Evropy
- juniorský mistr světa

### Rekordy v lezení na rychlost
nestandardní tratě
15 m standardní trať

### Závodní výsledky
| Světové hry | Světové hry |
| Rok         | 2005        |
| ----------- | ----------- |
| Rychlost    | 2           |

| Arco Rock Master | Arco Rock Master | Arco Rock Master |
| Rok              | 2006             | 2009             |
| ---------------- | ---------------- | ---------------- |
| Rychlost         | 1                | 3                |

| Mistrovství světa | Mistrovství světa | Mistrovství světa | Mistrovství světa | Mistrovství světa | Mistrovství světa |
| Rok               | 2005              | 2007              | 2009              | 2011              | 2012              |
| ----------------- | ----------------- | ----------------- | ----------------- | ----------------- | ----------------- |
| Rychlost          | 3                 | 3                 | 6                 | 17                | 4                 |

| Světový pohár | Světový pohár | Světový pohár | Světový pohár | Světový pohár | Světový pohár | Světový pohár | Světový pohár | Světový pohár | Světový pohár | Světový pohár | Světový pohár | Světový pohár |
| Rok           | 2002          | 2003          | 2004          | 2005          | 2006          | 2007          | 2008          | 2009          | 2010          | 2011          | 2012          | 2013          |
| ------------- | ------------- | ------------- | ------------- | ------------- | ------------- | ------------- | ------------- | ------------- | ------------- | ------------- | ------------- | ------------- |
| Rychlost      | 3             | 4             | 1             | 2             | 2             | 1             | 2             | 1             | 4             | 2             | 4             | 14            |
| jednotlivě*   |               |               |               |               |               |               |               |               |               |               |               |               |

* poznámka: nalevo jsou poslední závody v roce
| Mistrovství Evropy | Mistrovství Evropy | Mistrovství Evropy |
| Rok                | 2002               | 2006               |
| ------------------ | ------------------ | ------------------ |
| Rychlost           | 2                  | 2                  |

| Mistrovství světa juniorů | Mistrovství světa juniorů |
| Rok                       | 2002 junioři              |
| ------------------------- | ------------------------- |
| Rychlost                  | 1                         |